# 棘尾刺剑水蚤
棘尾刺剑水蚤（学名：Acanthocyclops bicuspidatus）为剑水蚤科刺剑水蚤属的动物。分布于日本、俄罗斯、整个欧洲、加拿大、美国以及中国大陆的黑龙江、新疆等地，主要生活于各种不同类型的小型水域中以及以及湖泊的沿岸带。